# Сегедский мирный договор
Сегедский мирный договор (серб. Сегедински мир, тур. Edirne-Segedin Antlaşması, венг. Váradi béke) — договор, подписанный летом 1444 года королём Венгрии и Польши Владиславом III Варненчиком, с одной стороны, и султаном Османской империи Мурадом II, с другой. Ещё одной стороной договора был сербский деспот Георгий Бранкович, бывший посредником. Договор стал следствием сложной ситуации, в которой оказался Мурад, вынужденный сражаться с рыцарями Крестового похода на Варну в Румелии и с правителем бейлика Караманидов Ибрагимом-беем II в Анатолии.
Договор называется Сегедским, поскольку именно в Сегеде Владислав должен был его подписать и в Сегеде проходили переговоры Владислава с посланниками Мурада. Однако на самом деле договор был подписан Мурадом в Эдирне, а Владиславом в Вараде. Впоследствии, вплоть до конца XVIII века, османские султаны считали достаточным лишь своей подписи для того, чтобы договор с другим государством вступил в силу.
Во время переговоров о мире с султаном король Владислав обещал папе Евгению IV продолжить крестовый поход. 1 августа Владислав дал клятву на Евангелии, что будет 10 лет соблюдать условия мирного договора, а 4 августа денонсировал соглашение и обещал выступить против османов. Это привело его к сокрушительному поражению и собственной гибели. Вследствие того, что ни османский, ни латинский оригиналы договора не сохранились, предпринимались попытки отрицать его подписание Владиславом, чтобы снять с короля обвинение в клятвопреступлении.

## Предыстория
На Ферраро-Флорентийском соборе 1437—1439 годов папа Евгений IV объявил крестовый поход против османов. В 1440 году армия османского султана Мурада II напала на Белград. Пятимесячная осада города хотя и не привела к его взятию османскими войсками, но заставила Венгрию и её союзников действовать более решительно. В последующие годы Янош Хуньяди, воевода Трансильвании (1441—1456), добился нескольких побед над османскими войсками, что придало уверенности и надежд христианам и способствовало ускорению организации крестового похода. В 1441 году Янош победил санджакбея Смедерево, весной 1442 года у Германштадта разбил войско Мезида-бея, санджакбея Видина, а летом 1442 года у Железных врат разбил османскую армию из 80 000 человек во главе с бейлербеем Румелии Шехабеддином-пашой. Окончательный союз против османов включал императора Сигизмунда, короля Польши и Венгрии Владислава III, Яноша Хуньяди, валашского господаря Влада II Дракула и деспота Сербии Георгия Бранковича. Союзником крестоносцев был и мусульманский правитель — Караманоглу Ибрагим в Анатолии. 22 июля 1443 года армия, с которой шёл и представитель папы кардинал Джулиано Чезарини, переместилась из венгерского города Будин к реке Дунай у Смедерево. По пути к армии присоединились болгарские, боснийские и албанские отряды. Первое крупное столкновение, закончившееся поражением османской армии, произошло в октябре 1443 года у реки Моравы возле Ниша, а 24 декабря османы были разгромлены около Яловаца между Софией и Филиппополем. В итоге ещё одной битвы, при Куновице, в плен попали санджакбей Болу и Чандарлы Махмуд-бей (брат великого визиря Халила-паши, женатый на сестре Мурада Хафсе-хатун).
Сильные морозы не позволили крестоносцам закрепить успех, но и Мурад II не был заинтересован в дальнейших боевых действиях в Европе. Согласно византийскому историку Дуке, султан стремился развязать себе руки для скорейшего отправления в Анатолию, где против него выступил зять — Ибрагим-бей Караманид. Кроме того, сестра Мурада упрашивала его освободить её мужа, попавшего в плен при Куновице.

## Договор

### Начало переговоров
В январе 1444 года, когда король Владислав ещё находился с армией в Сербии, к нему прибыл посланник султана, чтобы согласовать основные пункты мирного договора и сроки переговоров. Возможно, что первое посольство пыталось не столько заключить мир, сколько добиться освобождения зятя Мурада. Инициатива Мурада поставила Венгрию перед выбором между войной и миром. Как написал сам Владислав в письме Скандербегу, призывая его присоединиться к походу, за пределами Балкан короля Владислава в войне против осман поддерживали лишь папа Евгений и герцог Бургундии Филипп Добрый.
6 марта через Рагузу проезжал греческий монах с письмом от Мары Бранкович, которая тайно отправила его к своему отцу, деспоту Георгию Бранковичу, с просьбой о содействии в переговорах. Через жену султан предлагал тестю за посредничество в подписании мирного договора восстановить разрушенные сербские крепости, в том числе и Смедерево. Георгий Бранкович решил воспользоваться возможностью восстановить своё государство и связался с королём Владиславом. Его посредничество поставило перед сторонниками крестового похода новые вопросы. Было очевидно, что если мир, которого добивается Бранкович, будет Венгрией отвергнут, то деспот либо переметнётся на сторону Мурада, либо останется нейтральным, но и в том и другом случае потеря такого союзника ослабит венгерскую армию до такой степени, что война с Мурадом будет невозможна.
15 апреля 1444 года в присутствии Джулиано Чезарини король торжественно пообещал, что война с османами будет возобновлена летом, и несколько дней не отправлял своего посла, Стойко Гисданича, к султану на переговоры. Однако уже 24 апреля Владислав отправил  султану письмо с сообщением о скором прибытии своего посланника, уполномоченного вести переговоры о мире. 25 апреля Стойко Гисданич вместе с представителем Яноша Хуньяди по имени Витислав (Vitislaus) отбыл в Эдирне в сопровождении охраны из шестидесяти рыцарей. Одновременно с ними в османскую столицу прибыли шпион папы, Кириак Анконский, и два представителя Георгия Бранковича: Атанасий Фрасак, митрополит Смедерева, и Богдан, канцлер деспота. Посланники были приняты султаном: сначала Стойко Гисданич, затем два посла деспота и, наконец, посланник Яноша Хуньяди. На первом этапе переговоров был освобождён Махмуд-бей, который прибыл в Эдирне в конце мая или начале июня 1444 года. Самым обсуждаемым вопросом во время переговоров был контроль над дунайскими крепостями, особенно Голубацем и Смедеревом, который османы хотели сохранить.

### Подписание договора Мурадом
12 июня 1444 года, после трех дней обсуждения, Мурад спешно подписал договор, потому что Ибрагим-бей Караманид вторгся в османские земли в Анатолии. Согласно письму Кириака, датированному 12 июня 1444 года, в тот день Мурад II принял посланников, вручивших султану ему документ с предложениями, подписанный 25 апреля 1444 года королем Владиславом III. В присутствии Стойко Гисданича Мурад поклялся на Коране соблюдать договор, а затем послал к Владиславу в Сегед  с текстом договора Сулеймана Балтаоглу в сопровождении грека по имени Вранас, чтобы Сулейман принял клятву венгерского короля.

### Колебания Владислава
В июне король Владислав узнал, что 12 галер, заказанные ранее для похода в Венецианском арсенале, не готовы, и это стало дополнительным аргументом против войны. Поскольку в мирных переговорах наблюдался прогресс, это вызывало дополнительное противодействие со стороны сторонников похода, в том числе со стороны деспота Константина Драгаша. Однако сложное положение в Польше требовало присутствия в стране короля, и Владислав продолжал колебаться. Он был не единственным, на кого из Рима оказывалось давление с целью сорвать переговоры. В письме к Хуньяди от 24 июня 1444 года Кириак умолял игнорировать мир, заявляя, что турки были в ужасе «и готовили свою армию к отступлению, а не к битве». Он настаивал, что договор позволит Мураду «отомстить за поражение, которое [Хуньяди] нанес ему в недавнем прошлом», и что Венгрия и другие христианские народы должны вторгнуться во Фракию после объявления войны в защиту веры. Поэтому, несмотря на переговоры о мире, планирование крестового похода против османов продолжалось. 2 июля 1444 года Владислав по настоянию кардинала Чезарини заверил союзников в своем намерении возглавить крестовый поход, заявив, что 15 июля отправится во Варад, чтобы собрать армию. Однако Бранкович, ожидавший, что Сербия будет ему возвращена после ратификации договора, проявлял большой интерес к заключению мирного договора. Почувствовав колебания венгров, Бранкович заручился поддержкой Хуньяди, пообещав тому свои владения в Венгрии. 3 июля 1444 года Хуньяди получил замок Вилагосвар, а также поместья Мукачево, Бая-Маре, Сату-Маре, Дебрецен и Бёсёрмены, и стал крупнейшим землевладельцем в Венгерском королевстве. Деспот был также готов погасить не только расходы, которые понёс Хуньяди за 1443 год, но и 63 000 дукатов, потраченные на подготовку к следующей кампании.
Городом, из которого венгры осуществляли свои нападения на османские территории, был Сегед. На всякий случай, чтобы иметь возможность начать поход незамедлительно в случае срыва переговоров, было решено проводить их в Сегеде, и король направился туда с армией. В середине июля туда прибыл и Бранкович.
Мнения историков по поводу посольства султана и, прежде всего, о его результатах сильно различаются. Сулейман и Вранас прибыли, вероятно, в конце июля, по крайней мере — не позднее августа 1444 года. 24 июля 1444 года Владислав объявил королю Боснии, что он будет вести кампанию против неверных, а уже на следующий день принял посланников Мурада, Сулейман-бея и Вранаса, которые привезли ему мирный договор для официальной подписи.

### Подписание договора Владиславом
12 и 14 августа кардинал Чезарини и де Регуардати (венецианский посол в Буде) сообщили письмами из Варада (современный Орадя) в венецианский сенат о заключении мира. Владислав принес клятву на Евангелии. Сербские летописи датируют договор 15 августа и сообщают, чтоб Смедерево был возвращен Бранковичу 22 августа. Историки Я. Дабровский, Э. Потковский и Д. Колодзиечук писали, что договор был заверен в Сегеде 1 августа, Ф. Бабингер датировал договор 4 августа 1444 года.
На этой ранней стадии османско-европейских отношений султаны считали христианских правителей равными или почти равными партнерами, поэтому ратификация договора Владиславом была нужна. Это отношение изменилось позже, после завоевания Константинополя и особенно после завоевания святых городов Иерусалима, Мекки и Медины. Ни один европейский правитель больше не мог сравниться с султаном, более поздние османские договоры всё больше и больше рассматривались как односторонние привилегии, выданные всемогущим падишахом. Ратификация христианским правителем больше не требовалась. Нередко такая ситуация приводила к недоразумениям. Когда, например, в 1672 году был заключен польско-османский Бучачский мир, он был действителен с османской точки зрения. То, что через несколько месяцев польский сейм не ратифицировал договор, османы расценили как нарушение договора, типичное для неверных. Это отношение вновь изменилось лишь после потерь конца XVII-го и XVIII-го веков. Переломным моментом стал договор в Кючук-Кайнардже (1774 год), в котором русская императрица Екатерина II считалась равноправным партнером.

### Текст договора
По этому соглашению, называемому «Сегедский мирный договор»:
| 1) Сербия возвращалась Георгию Бранковичу, 24 крепости переходили под контроль христиан, Мурад также должен был освободить двух сыновей Бранковича, бывших заложниками, и выплатить компенсацию в размере 200 000 золотых гульденов. 2) Воевода Валахии, Влад Дракул, продолжал платить дань, но без обязательств лично являться при османском дворе, вместо этого предоставив заложников. Также обе стороны — и Влад, и Мурад — должны возвращать друг другу беглецов и перебежчиков. 3) Георгию Кастриоти возвращались все его земли, и вся Албания переходила под контроль Венгрии. 4) За освобождение зятя Мурада, Махмуда-бея, Мурад должен выплатить выкуп в размере 70 000 дукатов. 5) Венгрия брала на себя обязательство не нападать на Болгарию и не пересекать Дунай. |

Тем не менее, хотя договор и был выгоден Венгрии, он сохранил прежние границы зоны влияния Османской империи (за исключением Валахии).

### Варианты условий
Содержание договора было известно из нескольких источников. Латинский перевод текста договора сохранился в письме Кириака Анконского папе. Описание договора содержится в хронике Длугоша. Кроме того, Владислав послал текст договора на сейм в Пётркув (петркувский сейм), ответное письмо от 26 августа сохранилось, и в нём упоминаются уступки султана, одобренные сеймом. Османский текст не сохранился. В 1949 году был обнаружен текст османской хроники Газаватнаме султана Мурада, однако страницы, посвящённые переговорам и договору, в нём отсутствуют.
Сравнение мирных предложений, изложенных в трёх источниках, выявляет разницу по принципиальным вопросам.
| | Письмо Кириака от 12 августа | Письмо из Петрокова от 26 августа | Хроника Длугоша |
| --- | ---------------------------- | --------------------------------- | --------------- |
| Возвращение Сербии Георгию Бранковичу и освобождение его сыновей.                                        | Да, Голубац не упоминается   | Да, Голубац упоминается           | Да              |
| Валашский воевода Влад Дракул остается османским вассалом, но не обязан лично являться ко двору султана. | Да                           | Да                                | Нет             |
| Албания остаётся независимой от султана                                                                  | Нет                          | Да                                | Нет             |
| Султан выплачивает королю 100 000 флоринов                                                               | Нет                          | Да                                | Нет             |
| Султан содержит 25 000 солдат для короля                                                                 | Нет                          | Да                                | Нет             |

Письмо Кириак и летопись Длугоша сходятся, отличающееся от них письмо сейма могло быть лишь перечислением желаемых условий. Эти условия не могли быть приняты султаном. Как писал историк Колодзиейчик: «Почему султан должен собрать 100 000 золотых флоринов и отправить их в Буду, не проиграв ни одной войны? Насколько велика была вся Османская армия в то время, если султан должен был послать 25 000 солдат королю?»
Письмо Кириака является самым достоверным источником. В нём есть типичный для османских договоров пункт: валашский воевода и султан должны были взаимно изгонять или передавать друг другу беглецов. Османы всегда пытались включить такие положения в договоры, даже если это было нереально из-за отсутствия общих границ, как в случае Франции или Англии. По поводу текста договора в письме Кириак возникает лишь один вопрос: почему не упоминается Голубац? Газаватнаме сообщает о соглашении о передаче крепостей Смедерево и Голубац сербскому деспоту. Ф. Пал и Колодзиечук полагали, что османы не хотели таких подробностей в самом тексте договора. Возможно, что подробный список крепостей и городов посланник Мурада Сулейман-бей Балтаоглу привёз как приложение к договору.

## Значение
Обеспечив надёжность границ своей империи на западе, Мурад II теперь мог обратить свое внимание на угрозу со стороны Ибрагима-бея и уйти с войском в Анатолию.
Венгрия с XIV века никогда не была такой сильной на Балканах, как вследствие достигнутого договора. Почти все потери со времен Сигизмунда были возвращены, османы не только были остановлены на Дунае, но и отошли назад, война, связывавшая руки Владиславу с момента его воцарения в Венгрии, закончилась. Появилась надежда на восстановление в стране порядка.
Источники и историческая литература обычно очень кратко описывают мирные переговоры и договоры и подробно описывают военные события. Однако этот мирный договор имеет особое значение в польской и венгерской историографии. Причина не в самом договоре, а в том, что его дальнейшее нарушение позже привело к катастрофическим для Венгрии последствиям, а также в том, что историки не могли понять причин, побудивших короля заключить мир и сразу его разорвать. Историки средневековой Европы очень легко объявляли поражение христиан под Варной следствием клятвопреступления короля, часто даже не нуждаясь в других причинах.

## Нарушение договора
В том же году кардинал Чезарини уговорил Владислава отказаться от соблюдения договора и освободил его от клятвы, произнесённой на Евангелии.По словам венгерского историка Силадьи, турки сами напрашивались на разрыв мирного соглашения. Османские командиры начали сдавать сербские замки, но сыновьям сербского деспота не дали свободу, а кроме того, возобновились набеги на венгерские территории. Венгерский историк ссылается на письмо королю от вице-канцлера, сохранившееся и опубликованное. Длугош писал, что в течение двадцати дней после подписания мира не было сообщений о передаче сербских замков от османов венграм, и этот факт привел к разрыву соглашения. 4 августа в Сегеде король объявил о денонсации любых соглашений с османами.
Владислав начал новый поход против османов, воспользовавшись отречением Мурада и юным возрастом нового султана Мехмеда, а также тем, что армия Анатолии покинула Румелию вместе с Мурадом. Ни Владислав, ни Чезарини не ожидали, что отрёкшийся Мурад возглавит армию, уговорит генуэзцев перевезти её в Румелию и появится у Варны . Рядом с Мурадом было вкопано в землю копьё с насаженным на него договором, вероломно нарушенным христианами, несмотря на клятву на Евангелии. Перед тем, как вкопать копьё в землю, его пронесли перед рядами османов как демонстрацию вероломства неверных. В последовавшей битве при Варне и Владислав, нарушивший клятву блюсти мир, и Чезарини, подбивший его на это, погибли.

## Дискуссия о договоре
По мнению медиевиста Дариуша Колодзейчика, трудно найти в средневековой историографии другую тему, вызывающую такой интерес, как дискуссия о Сегедском договоре, его нарушении королем Владиславом и походе на Варну в 1444 году. Попытки объяснить катастрофу и найти её виновников делались с XV века. В юбилейном 1994 году прошло три посвящённых событиям 1444 года конференции: одна в Болгарии и две в Польше.
Длугош писал, что король ратифицировал и поклялся заключить договор, но слова польского летописца были поставлены под сомнение и в XV, и в XX веках. На том основании, что сам договор не сохранился, предпринимались попытки снять с Владислава обвинение в клятвопреступлении и обелить память о короле: польский историк Антон Прочаска в своей диссертации 1900 года о битве под Варной, А. Брюкнер в «Истории польской литературы» (1901), О. Галецкий в 1938 году отрицали то факт, что Владислав давал клятву и нарушил её. «Долгое время большинство историков, даже авторитетных, верили в выдуманную Длугошем басню и повторяли за ним, что героический король (Владислав) перед битвой при Варне совершил лжесвидетельство и нарушил свою торжественную клятву. Но даже самим туркам этого факт не известен», — писал Брюкнер. А. Прочаска апеллировал к тому, что Паллатио, участник битва при Варне, не упоминал о договоре. О. Галецкий утверждал, что мир был заключен между Мурадом II и Георгием Бранковичем, но Владислав III отказался присоединиться к нему. Эта гипотеза не была поддержана другими историками. Утверждения А. Брюкнера и А. Прочаски были опровергнуты в 1902 году В. Фракнои и Д. Тьюри, которые указали на переписку Владислава с чётким упоминанием уже заключённого мира. В письме одного из сыновей султана Мурада также говорится о лжесвидетельстве короля. А. Прочаска утверждал, что это относилось к договору, заключенному Мурадом с Бранковичем, но это утверждение, по словам Д. Ангиала, не выдерживает критики. Обнаруженная Ф. Палом переписка Кириака из Анконы, содержащая текст договора, была опубликована и исследована им в 1937 году. Диссертация Ф. Пала явилась поворотным моментом в изучении мирного договора — уже нельзя было отрицать существование текста договора.
Тем не менее, ещё в 1943 году О. Галецкий попытался уменьшить важность переговоров, продолжая утверждать, что король никогда не приносил клятвы и не подписывал договор. Однако в 1952 году польский медиевист Ян Дабровский показал, что мирный договор между Мурадом и Владиславом был ратифицирован королем. Он выдвинул предположение, что после нарушения присяги венгерская копия договора была уничтожена. Аргументы Я. Дабровского были признаны авторами монографий о битве при Варне: болгарским историком Б. Цветковой и польским историком Э. Потковским.

## Комментарии
1. ↑  Существует версия, впервые изложенная венгерским историком Михаем Хорватом, согласно которой отрицается, что именно султан сделал первые шаги к миру через  Бранковича и что последний участвовал в тайных переговорах с Мурадом, как о том сообщал Длугош[13]. Историк Хубер процитировал воспоминания простого богемского солдата, участвовавшего в кампании. По словам историка Д. Ангиала, этот источник имеет первостепенное значение.[13] «Султан послал весть Владисласу, который все ещё был в Сербии, что он будет готов заключить с ним мир на двадцать или тридцать лет; что он отдаст Семендире, Голубац и всю землю Сербии деспоту и освободит его пленённых сыновей. Затем деспот умолял короля Владислава остаться в Сербии в интересах его сыновей, которые являются узниками султана, в течение месяца. Он предложил королю 4000 дукатов, если он оставит свою армию на территории сербов»[13].  Хубер  полагал, что слова солдата опровергают сообщение Длугоша о тайных переговорах султана и короля: эти переговоры шли публично, и даже простые солдаты знали о мирных предложениях Мурада[14].